# Liste d'esplanades
Une esplanade est un espace uni et découvert, généralement situé devant un édifice.

## Liste d'esplanades dans le monde
- L'esplanade des Mosquées
- L'esplanade de Montbenon
- Esplanade de la Défense, station de métro parisienne
- L'Esplanade, jardin de Metz
- L'Esplanade, grande place de Grenoble
- L'esplanade du Champ-de-Mars de Lille
- L'esplanade Charles-Axel-Guillaumot (14e arrondissement de Paris)
- L'esplanade des Invalides
- L'esplanade Saint-Louis, dans le bois de Vincennes (12e arrondissement de Paris)
- L'esplanade des Villes-Compagnons-de-la-Libération (4e arrondissement de Paris)
- L'esplanade Gaston-Monnerville
- L'Esplanade, quartier de Strasbourg
- L'esplanade dite du J4, face au Mucem et à la Villa Méditerranée (2e arrondissement de Marseille)
- L'Esplanade de Gaulle de Nîmes